# Perinereis villalobosi
Perinereis villalobosi är en ringmaskart som beskrevs av Rioja 1947. Perinereis villalobosi ingår i släktet Perinereis och familjen Nereididae. Inga underarter finns listade i Catalogue of Life.